# Henri Konan Bédié
Henri Konan Bédié (5. května 1934, Dadiékro, Côte d'Ivoire – 1. srpna 2023) byl druhý prezident Côte d'Ivoire (Pobřeží slonoviny).

## Životopis
Druhý prezident Côte d’Ivoire pocházel z etnika Baoulé, etnika, které za Houphouët-Boignyho vlády ovládalo jak politiku, tak i významnou část ekonomicky v zemi. Získal kvalitní vzdělání v Côte d’Ivoire a ve Francii; doktorát z ekonomie získal na univerzitě v Poitiers ve Francii. Po návratu ze studií do vlasti vstoupil do státních služeb a stal se prvním velvyslancem své země v USA (1961–1966). Poté se stal ministrem hospodářství a financí a současně působil jako guvernér Mezinárodního měnového fondu.
V červnu 1977 musel po sérii krachů státních cukrovarů opustit ministerské křeslo a působil jako zvláštní poradce pro africké záležitosti u prezidenta Mezinárodní finanční korporace Světové banky ve Washingtonu.
Do Pobřeží slonoviny se vrátil v prosinci 1980 a byl zvolen prezidentem Národního shromáždění. Tuto funkci zastával i v roce 1993, kdy zemřel dlouholetý vládce Pobřeží slonoviny Félix Houphouët-Boigny. Jako předseda parlamentu se podle ústavy stal Bédie úřadující hlavou státu na celý zbytek prezidentského funkčního období. Byl kritizován za zasahování do svobody tisku. V dubnu 1994 byl zvolen předsedou vládní strany Parti démocratique de Côte d'Ivoire – PDCI (Demokratická strana Côte d'Ivoire) a byl jejím kandidátem pro prezidentské volby roku 1995. Bédié tyto volby přesvědčivě vyhrál.
Následující léta jeho vlády byly ve znamení studentských nepokojů, potírání opozice, jejíž členové byli zadržování, i rozkolů ve vládě. V roce 1997 dosáhl Bédié ústavních změn, které posilovaly jeho prezidentské pravomoci, prodlužovaly prezidentské funkční období a odstraňovaly limit týkající se počtu období, po která může být prezident ve funkci. Po těchto krocích Bédiého autorita i popularita rychle klesala. V prosinci 1999 došlo k vojenské vzpouře, která vyústila v celostátní krizi. Armáda požadovala, aby byl do jejího čela znovu postaven brigádní generál Robert Guéï, bývalý náčelník generálního štábu a bývalý ministr v Bédiého vládě. 24. prosince se Guéï postavil do čela úspěšného povstání a vytvořil Comité national de salut publique (Národní výbor pro blaho lide), který se stal vrcholným představitelem moci v zemi.
Bédié se ukryl na francouzské ambasádě. Jeho naděje na odvrácení puče pohasla poté, co převrat podpořilo i četnictvo a uznala jej i Francie.
Bédié odešel do francouzského exilu a v Pobřeží slonoviny byl na něj vydán zatykač pro podezření z defraudace. Nové prezidentské volby byly vyhlášeny na říjen 2000. Bédiému nebyla kandidatura umožněna.
Situace v zemi se rychle stávala nepřehlednou a směřovala ke konfliktu. Pokus o jeho urovnání byl učiněn svoláním Fóra národního usmíření, kterého se již Bédié zúčastnit mohl. V dubnu 2002 byl Bédié opětovně zvolen za prezidenta PDCI.
Během občanské války Bédié pobýval opět ve Francii, v září 2005 se vrátil do vlasti jako prezidentský kandidát PDCI. Značná část obyvatelstva jej přivítala nadšeně, přestože podle pozorovatelů působí i na svůj věk značně unaveně a nepozorně. Volby, původně plánované na konec října 2005 se odehrály v roce 2010 a Bédié skončil v prvním kole na třetím místě s 25 % hlasů, většinu hlasů získal ve dvou obvodech uprostřed země a jednom na jihozápadně.
V listopadu 2021 se na konci sympozia PDCI jeho politická strana Henri Konan Bédié zavázala jmenovat zvláštního poradce odpovědného za usmíření. Jeho volba padla na Noëla Akossiho Bendja, bývalého starostu Plateau a místopředsedu strany.
Zemřel 1. srpna 2023 ve věku 89 let.

## Vyznamenání
- velkodůstojník Řádu prince Jindřicha – Portugalsko, 8. dubna 1991[2]
- velkokříž Řádu dobré naděje – Jihoafrická republika, 1998[3]